# Montbrun-les-Bains
Montbrun-les-Bains là một xã thuộc tỉnh Drôme trong vùng Rhône-Alpes đông nam nước Pháp. Xã Montbrun-les-Bains nằm ở khu vực có độ cao từ 568-1362 mét trên mực nước biển.

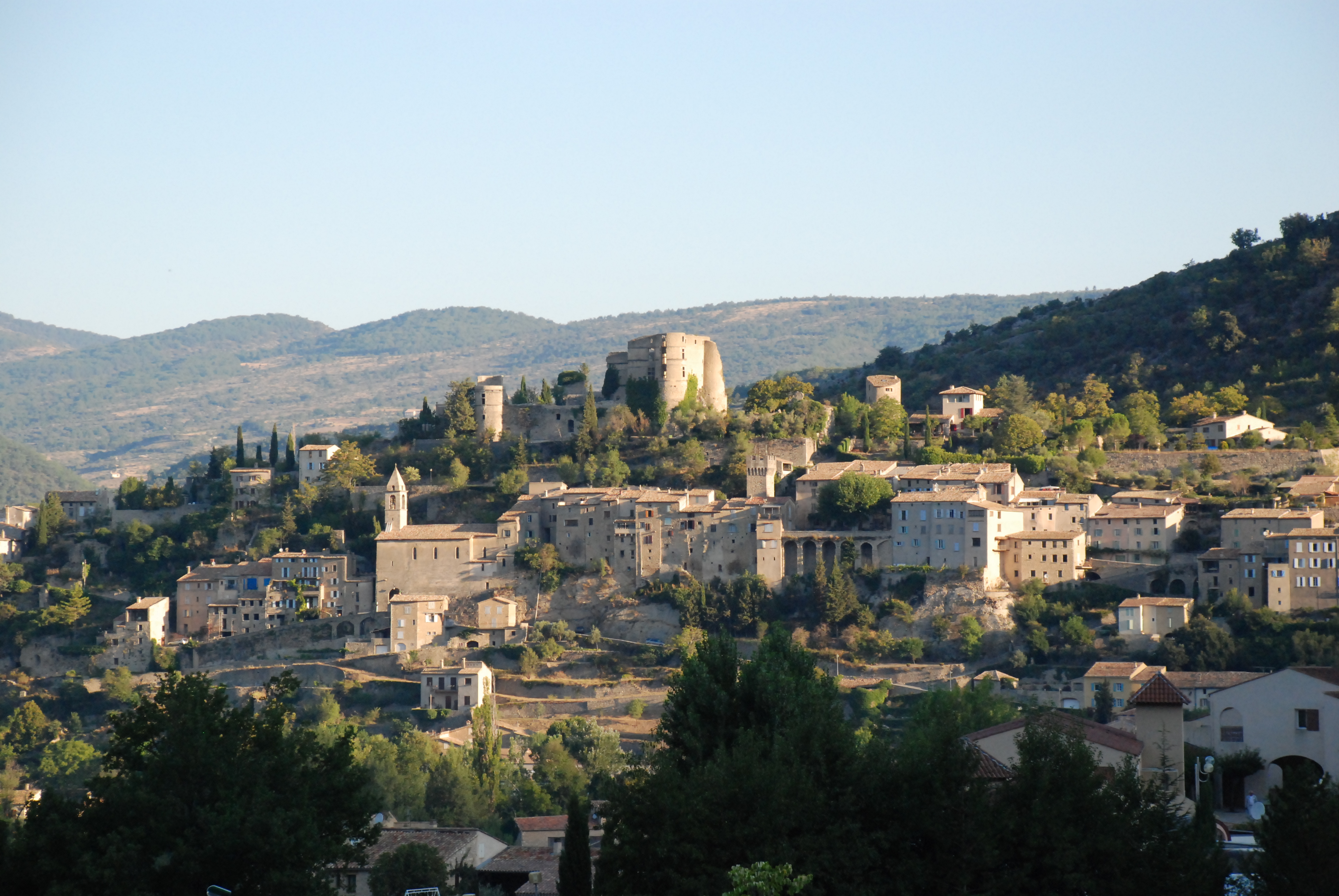
Cảnh xã Montbrun-les-Bains

Xã có các suối nước nóng.